# Амфитрити IV
Амфитрити IV (греч.  Αμφιτρίτη  IV) — королевская яхта греческих монархов. Четвёртое судно с этим именем в греческом флоте.

## История корабля
Построена в 1876 году в Биркенхеде (Англия) под именем «Мальвина». Куплена греческим правительством для перевозки в Грецию новых котлов для броненосца «Король Георг» и нескольких орудий, поскольку запрошенный фрахт на перевозку этого оборудования оказался выше стоимости его закупки. По прибытии в Грецию судно было переоборудовано в войсковой транспорт и переименовано в «Бубулина». В 1895 году судно было переоборудовано в королевскую яхту и получило имя «Амфитрити».
С началом Балканских войн в 1912 году «Амфитрити» числилась в составе греческого флота как королевская яхта. После освобождения греческой армией столицы Македонии города Салоники и убийства в городе 5 марта 1913 года короля Греции Георга, тело убитого монарха было перевезено в Пирей на борту «Амфитрити». Этот эпизод отражён на картине известного греческого художника-мариниста Василиоса Хадзиса. В переходе из Салоник в Пирей «Амфитрити» с телом греческого монарха сопровождали 3 греческих эсминца, российская канонерская лодка «Уралец», германский линейный крейсер «Гёбен», английский крейсер «Ярмут», французский крейсер «Bruix» и итальянский крейсер «San Giorgio»
С 1917 года судно использовалось как королевская яхта, вспомогательное госпитальное судно (в 1918 году), учебное судно морских кадетов, вспомогательная плавбаза подводных лодок (в 1934 году). В апреле 1941 года «Амфитрити» была потоплена германской авиацией. На тот момент судно стояло на переоборудовании в плавучий склад угля.